# Ruki
Ruki är en flod i Kongo-Kinshasa, ett biflöde till Kongofloden. Den bildas vid sammanflödet av Busira (som ibland räknas som en del av Ruki) och Momboyo. Den rinner mellan Ingende och Mbandaka i provinsen Équateur, är 103 km lång och segelbar i hela sin längd.